# Pseudopaludicola saltica
Pseudopaludicola saltica es una especie  de anfibios de la familia Leptodactylidae.

## Distribución geográfica
Se encuentra en Brasil.This species occurs widely in south-central Brazil, and has been recorded from the Distrito Federal, and from the States of Mato Grosso, Minas Gerais and Sao Paulo. It has been found at 600-1,200m asl.

## Estado de conservación
Se encuentra amenazada de extinción por la pérdida de su hábitat natural.